# Еврейские гаучо
Еврейские гаучо (исп. gauchos judíos) — название еврейских колонистов в Аргентине, которые занимались скотоводством. 
В 1888—1889 годах были сделаны первые попытки организовать в Аргентине еврейские сельскохозяйственные колонии — было основано первое еврейское сельскохозяйственное поселение Мойсес-Виль под покровительством Всемирного еврейского союза. В 1891 году Еврейское колонизационное общество барона Мориса де Гирша доставило в Аргентину 2850 еврейских колонистов. Помимо Мойсес-Виля, были образованы поселения Мориция и Клара. Затем, в дополнение к трём первым поселениям, были основаны еще три поселения (Сан-Антонио, Люсиенвиль и Барон Гирш). В этих шести поселениях к 1908 году жило около 13 тысяч евреев. Они выращивали пшеницу, рожь, овес, ячмень, кукурузу, люцерну, а также разводили скот (общее количество принадлежащего колонистам крупного и мелкого скота в 1907 году составляло 142 000 голов). Одним из препятствий к массовому переселению евреев стало решение аргентинского парламента не продавать им крупные земельные участки. Начиная со второй половины 1920-х годов в сельскохозяйственных колониях стало постепенно сокращаться население. В середине 1960-х имелось только менее 800 семей еврейских фермеров, которые занимались обработкой собственных угодий.
Через ту землю, где поселились еврейские иммигранты, прогоняли скот гаучо — пастухи отчасти индейского происхождения. Поначалу гаучо предлагали еврейским колонистам свою помощь в качестве батраков или по хозяйству, но вскоре они стали учить евреев как обрабатывать землю, как пасти скот, как объезжать лошадей, как лечить животных. Некоторые гаучо даже выучили идиш.
О жизни еврейских колонистов в Аргентине писатель Альберто Герчунофф написал книгу «Еврейские гаучо в пампасах», которую экранизировали в 1975 году. 
Со временем евреи стали покидать сельскохозяйственные колонии, многие переехали жить в Буэнос-Айрес и другие города. В еврейских поселениях остались, в основном, пожилые люди.